# 参议院 (波兰)
波兰共和国参议院（波蘭語：Senat Rzeczypospolitej Polskiej），通稱音譯瑟纳特（Senat，發音：[sɛnat] ⓘ），是波兰议会的上议院。由100名经普选产生的上议院议员组成，并由上议院院长（波蘭語：Marszałek Senatu）领导。

## 历史
上议院的历史可以追溯到王室顾问委员会。在波兰历史 (1569年－1795年）贵族民主的时代，上议院主要发挥枢密院的作用，由王室内阁、王室法庭的成员、总督、行政长官、城主（前述均由国王任命）以及天主教主教共同组成。
在波兰第二共和国时期，上议院议员经由普选产生。在共产党政权于1946年举行公投后，上议院被二战后成立的波兰人民共和国废除。
直到1989年波兰統一工人党与团结工会达成协议后才被恢复。上議院議員雖由普選產生，但只有下议院決定政府去留，故相對於上議院而言下議院擁有較高的地位。